# エウリュメドン (将軍)
エウリュメドン（古代ギリシア語: Εὐρυμέδων / Eurymedon、生年不詳 - 紀元前413年）は、ペロポネソス戦争期のアテナイの将軍である。
エウリュメドンはトゥクレスの子である。ペロポネソス戦争中の紀元前427年、アテナイはケルキュラ内の寡頭派と民主派の党派争いに介入し、その一環としてエウリュメドン率いる艦隊60隻を送り、党派争いは民主派の勝利に終わった。エウリュメドンは翌紀元前426年のタナグラの戦いに参加してタナグラ・テバイ連合軍に勝利した。紀元前425年、シケリア島の内紛に干渉してシケリアに地歩を築くべく軍隊を送っていたアテナイは派遣軍への増援としてソフォクレスを同僚の指揮官としてエウリュメドンを艦隊40隻と共にシケリアへと送った。その途上有能な将軍であったが当時は将軍の地位になく私人だったデモステネスと合流した後、彼らはメッセニアのピュロスを奪取し、防壁を築いた。これを受け、ペロポネソス同盟側はアッティカに展開していた陸軍と、ケルキュラへと向わせていた海軍をピュロスへと送った。この出来事はピュロス・スファクテリアの戦いに発展し、絶対に降伏しないと言われていたスパルタ兵をスファクテリアで降伏させることに成功した。ピュロス・スファクテリアの戦いとは前後するが、デモステネスと離れたエウリュメドンとソフォクレスのアテナイ艦隊は予定通りケルキュラへと進み、政争に敗れて市を離れて略奪を働いていた寡頭派の亡命ケルキュラ人の篭る砦を攻撃して落とした。その後、そのアテナイ艦隊はシケリアに向ったが、シケリア人の間で休戦条約が締結されたために不要となり、帰国した。しかし、アテナイに戻った将軍たちは、シケリアを征服することもできたのに買収されて撤退したと人々に思われたため、ピュトドロス（先にシケリアにいた）とソフォクレスは追放刑に、エウリュメドンは罰金刑を受けた。
紀元前415年にアテナイによる大規模なシケリア遠征が開始されたが、それを率いた将軍のうちアルキビアデスが途中で逃亡し、ラマコスが戦死し、さらに残った唯一の将軍ニキアスが病に臥せっていたため、ニキアスは補佐の将軍をアテナイに求めた。そのため、紀元前414年に彼の労を軽減するために共同指揮官としてエウリュメドンはデモステネスと共に選ばれた。そして、エウリュメドンは10隻の船と共に冬至の頃にシケリアに送られた。増援を届けたエウリュメドンは一旦ギリシアに戻って各地で兵を集めつつ進んでいたデモステネスとアナクトリオンで合い、ナウパクトスにいたアテナイの将軍コノンからの援軍要請を受けて10隻を彼に分け与えた。その後、エウリュメドンはケルキュラで、デモステネスはアカルナニア周辺で兵を集めた。合流した彼らは道中兵を集めつつイタリアへと進み、トゥリオイを味方につけて援軍を受け取った後、シュラクサイを包囲していたニキアスの遠征軍と合流した。しかし既にアテナイ軍は敗勢にあり、デモステネスの決死のエピポライへの夜襲作戦も失敗に終わった。もはや勝利の見込みはないと考えたデモステネスは即座の撤退を提案し、エウリュメドンもそれに賛成したが、ニキアスの猛反対を受けた。その後、アテナイ軍はシュラクサイ軍の陸海からの猛反撃を受け、船上で戦っていたエウリュメドンは戦死した。